# Maria Maggenti
Maria Maggenti (nascuda el 1962) és una directora de cinema i guionista nord-americana de cinema i televisió, que tradicionalment ha creat pel·lícules independents. Va ser l'editora de guions de la sèrie de televisió nord-americana Without a Trace (2003) i també ha escrit molts episodis per al programa, però potser és més coneguda pel seu llargmetratge, The Incredibly True Adventure of Two Girls in Love (1995). La seva pel·lícula Puccini for Beginners va estar en competició al Festival de Cinema de Sundance el gener de 2006. També va ser activista de la ACT UP durant molts anys.

## Biografia
Maggenti va estudiar al Smith College, on va estudiar Filosofia i clàssics grecs i llatins.
Es va traslladar a Nova York i va treballar en anuncis de televisió i en la producció de documentals d'activistes sobre els drets dels gais i la sida. Durant aquest temps, va reunir cartes, "demanant als amics i col·legues que recolzin la seva inscripció a l'Escola de Cinema de la Universitat de Nova York. Maggenti volia crear pel·lícules sobre la vida gai i lesbiana que fossin més realistes i que faltessin a les pel·lícules convencionals. Després es va matricular al Programa de Cinema de Postgrau de la Universitat de Nova York i va rebre una beca d'ensenyament. Durant el temps entre 1990 i 1994 va treballar en diversos curtmetratges. El 1995 va debutar amb The Incredibly True Adventure of Two Girls in Love va ajudar a Maggenti a fer-se un nom dins de la comunitat cinematogràfica.
Les dues pel·lícules que va crear Maggenti eren de baix pressupost i amb pocs beneficis. La seva primera pel·lícula The Incredibly True Adventure of Two Girls in Love (1995), va resultar ser un èxit fins i tot sense pressupost. Maggenti va començar a pensar en el guió amb la imatge d'una noia, que després es va adonar que estava basada en la seva primera xicota. La seva pel·lícula, Puccini for Beginners (2006), una comèdia romàntica basada en la seva primera gran història d'amor amb un home, es va rodar a Nova York durant 18 dies i es va estrenar el 2 de setembre de 2006. Després de treballar en les seves primeres pel·lícules, Maggenti es va traslladar a Los Angeles, centrant-se en l'escriptura televisiva. A Los Angeles, va escriure per la sèrie de crims Without a Trace, que es va estrenar el 2002. La participació de Maggenti escrivint per Without a Trace va ser una transició a causa del fet que treballava al costat d'altres en comptes de sol; com havia fet durant deu anys. Ella descriu com ella, "al final va arribar a estimar-ho" i "estimava els seus col·legues". Tot i que li va agradar estar en companyia de "tota aquesta gent intel·ligent, ", afegeix que des del punt de vista de l'estil de vida, no li agradava "la idea que havíem de treballar de dilluns a divendres cada dia a una oficina durant 11 mesos seguits". Maggenti també va escriure un episodi de 90210 i va acabar coproduint també diversos altres episodis. El 2007, va rebre l'encàrrec de Festival de Cinema de Sundance per crear una pel·lícula per a un telèfon mòbil. El 2010, Maggenti va començar a coescriure la comèdia Monte Carlo, que es va estrenar el 2011.

### Activisme
Com a membre principal d'ACT UP New York, un grup d'activistes que treballa per impactar la vida de les persones amb SIDA, Maggenti va ser coautor d'alguns dels materials educatius del grup i ha estat participant i documentalista de moltes de les accions directes del grup. Com a membre del Projecte d'Història Oral ACT UP és una de les persones que preserva la història d'ACTUP i els anys de la pandèmia de la sida, en entrevistes filmades amb les persones que l'han viscut.

## Vida personal
Maggenti és bisexual.

## Premis
Maggenti va rebre el premi al Millor Llargmetratge per la seva pel·lícula Puccini for Beginners al Festival Internacional de Cinema Gai i Lèsbic de Barcelona de 2007. Puccini for Beginners també va ser nominat per al Gran Premi del Jurat al Festival de Cinema de Sundance de 2006.

## Filmografia
- Doctors, Liars & Women (1988)
- The Love Monster (1990)
- Waiting for War (1991)
- Name Day (1993)
- La Donna è mobile (1994)
- The Incredibly True Adventure of Two Girls in Love (1995)
- The Love Letter (1999)
- Puccini for Beginners (2006)
- Monte Carlo (2011)
- Before I Fall (2017)